# Hivjufossen

## Waterval
Hivjufossen is een 250 meter hoge waterval in Hovet in de gemeente Hol in de Noorsefylke Buskerud.
Enkele kilometers voorbij het centrum van het dorpje Hovet, richting Aurland, is een gemarkeerde hike-track naar de Hivjufossen. De majestueuze waterval is een toeristische attractie en is alleen bereikbaar na 40 minuten klimmen.

## Dodelijke slachtoffers
De waterval kwam in het nieuws toen op 3 augustus 2007 een Nederlander (40) in de waterval viel en dodelijk verongelukte. Hij was het tweede dodelijke slachtoffer. In 1991 verongelukte een Noorse vrouw (44) en op 24 juli 2016 een Amerikaan (52).
Magne Holestøl, lokale gids en lid van het rescue-team dat het slachtoffer in 1991 heeft geborgen, ervaren reisleider van groepen die de Hivjufossen bezoeken, heeft in het artikel "Ikke trygt for turister" in de regionale krant "NRK Buskerud" verklaard dat de Hivjufossen niet veilig is voor toeristen.

## Afbeeldingengalerij

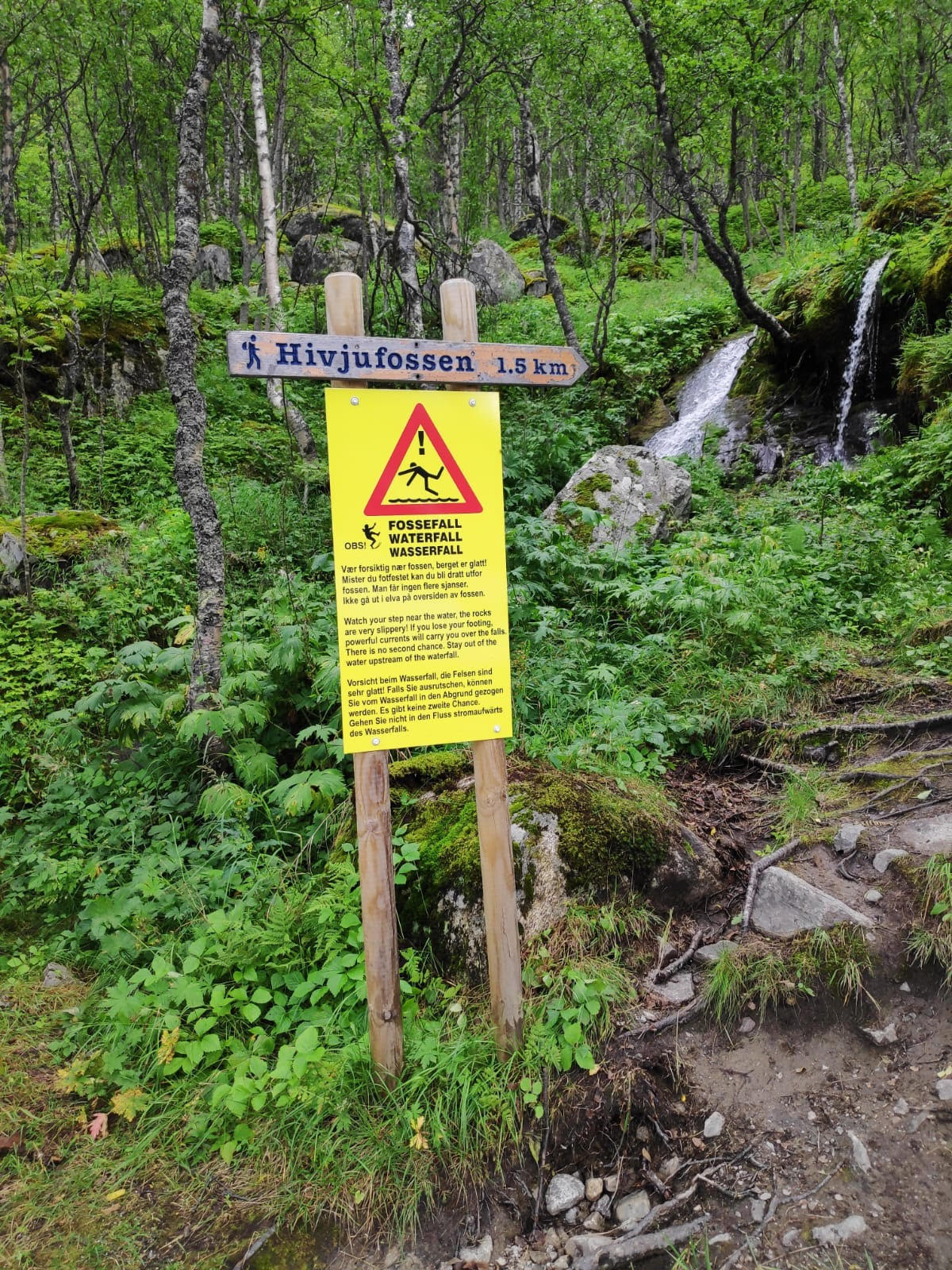
Hivjufossen, waarschuwingsbord
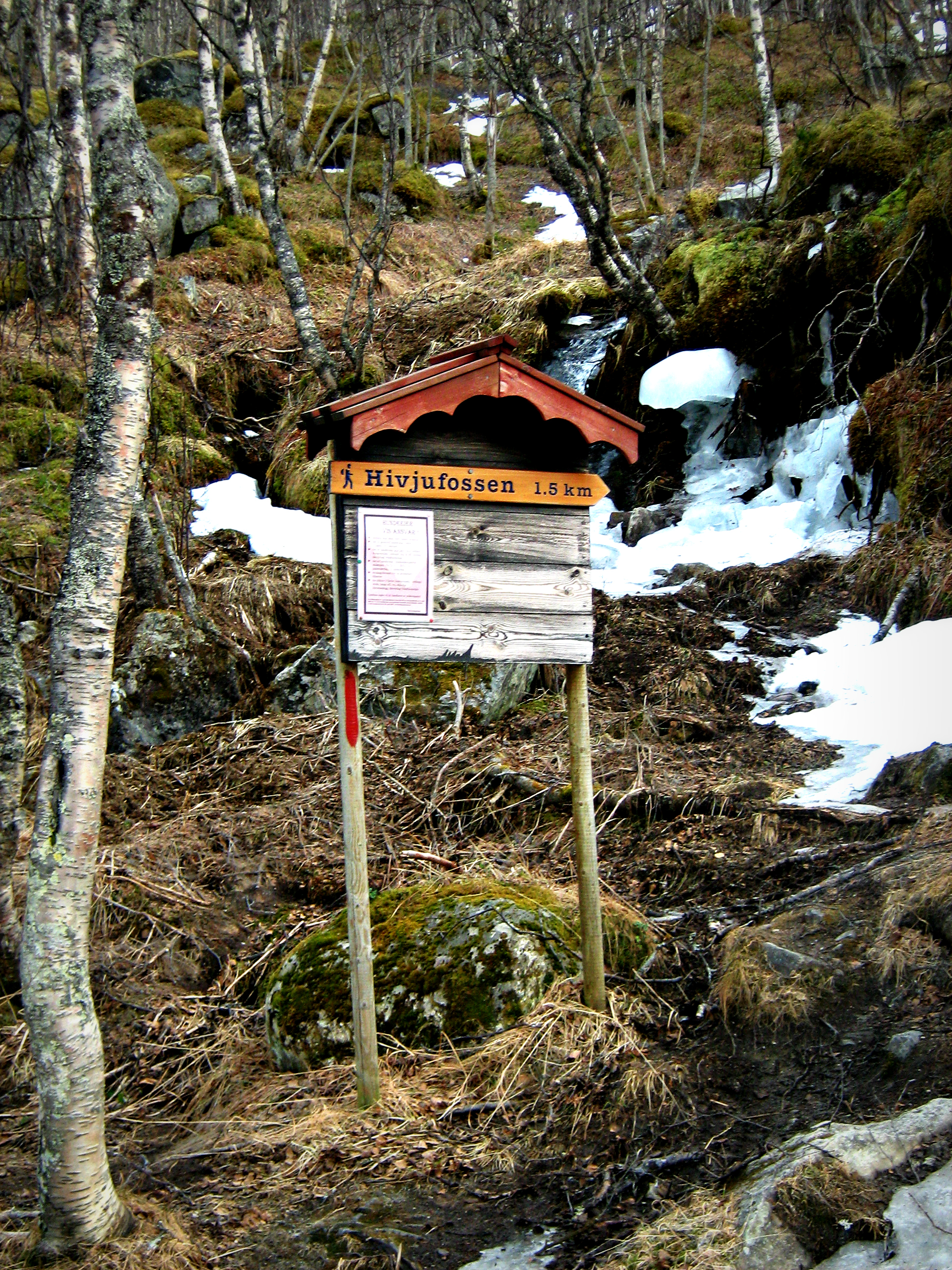
Voormalige ingangsbord
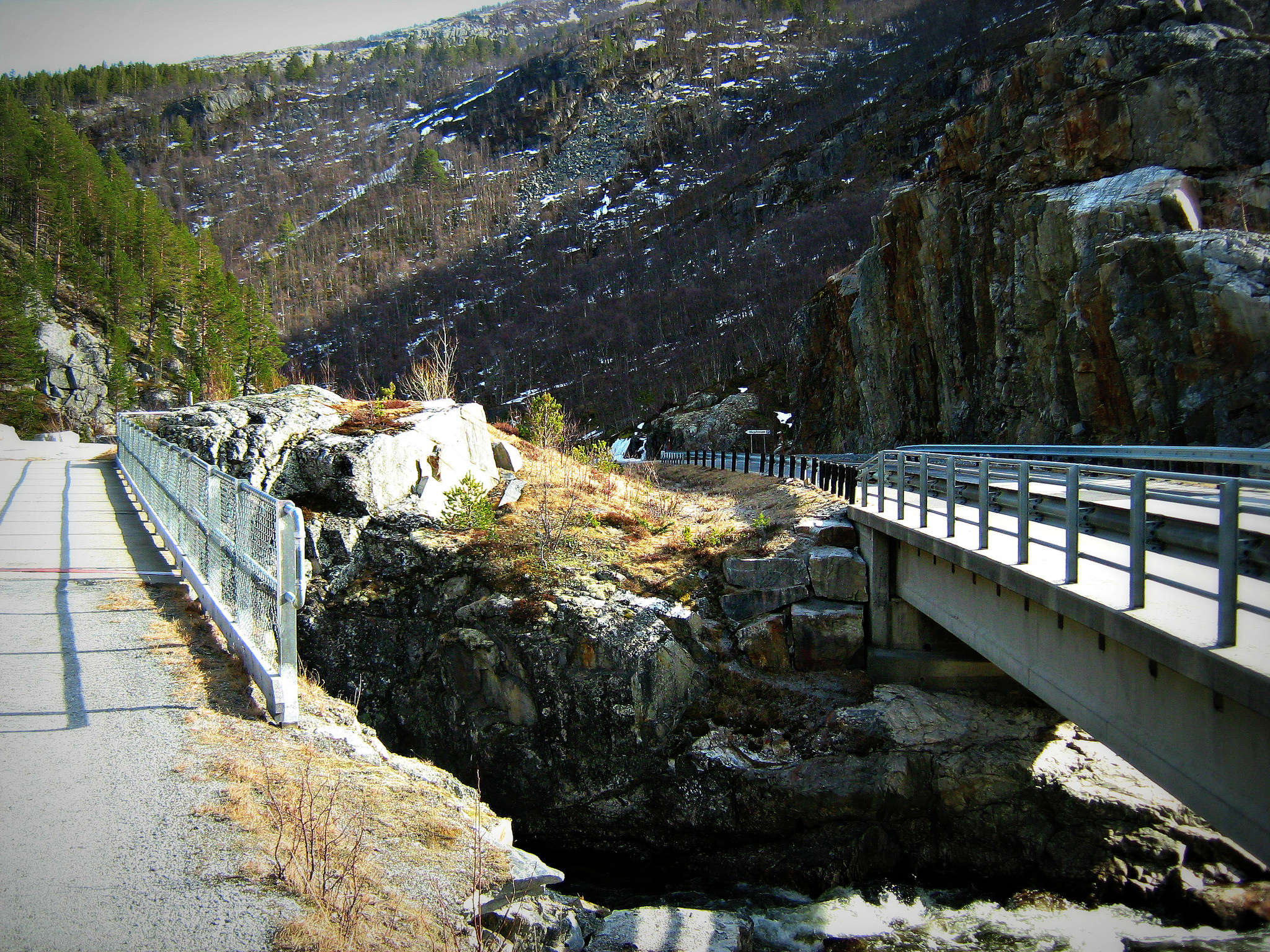
Brug over de rivier Storåni
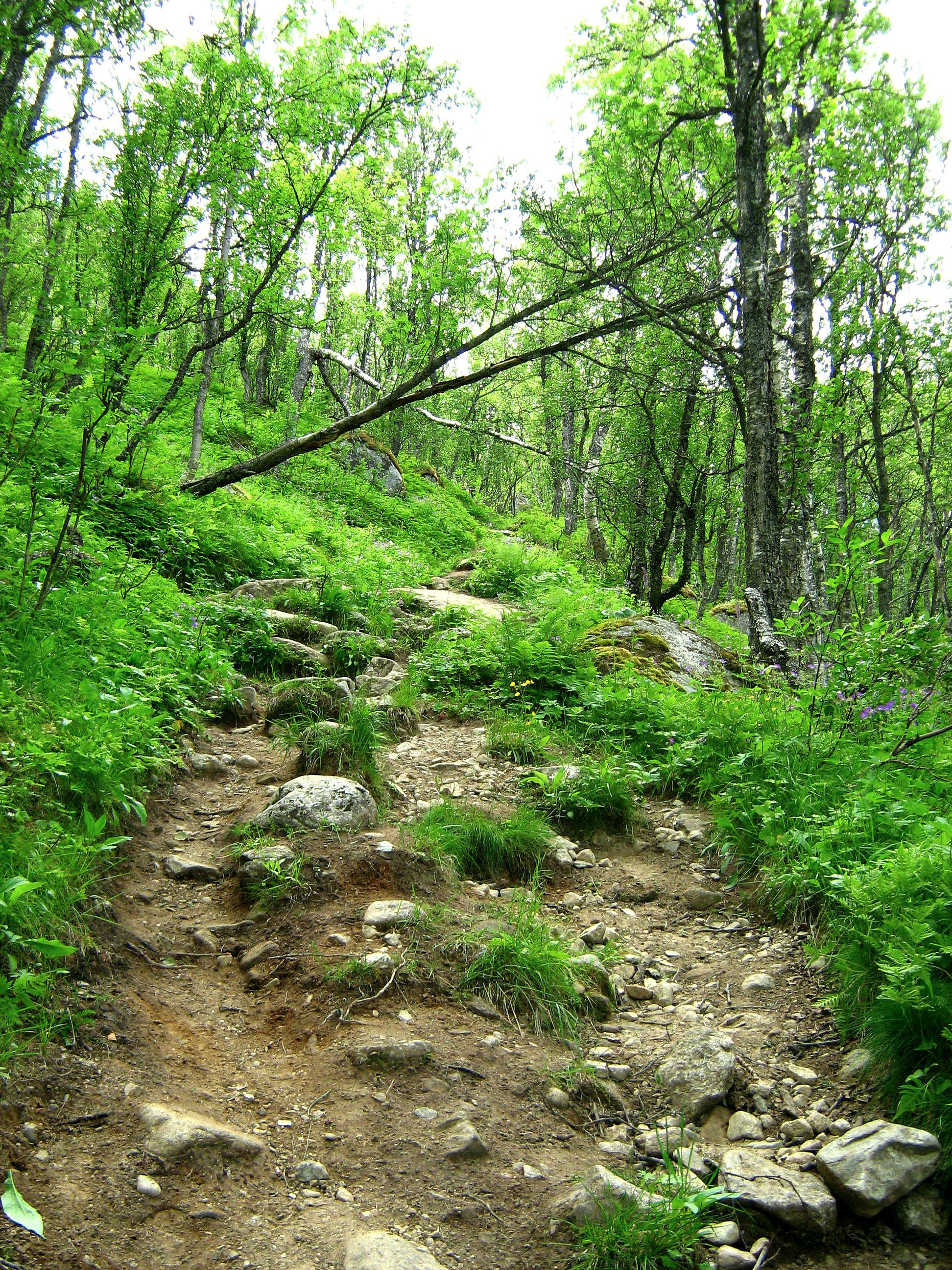
Deel van de hike-track
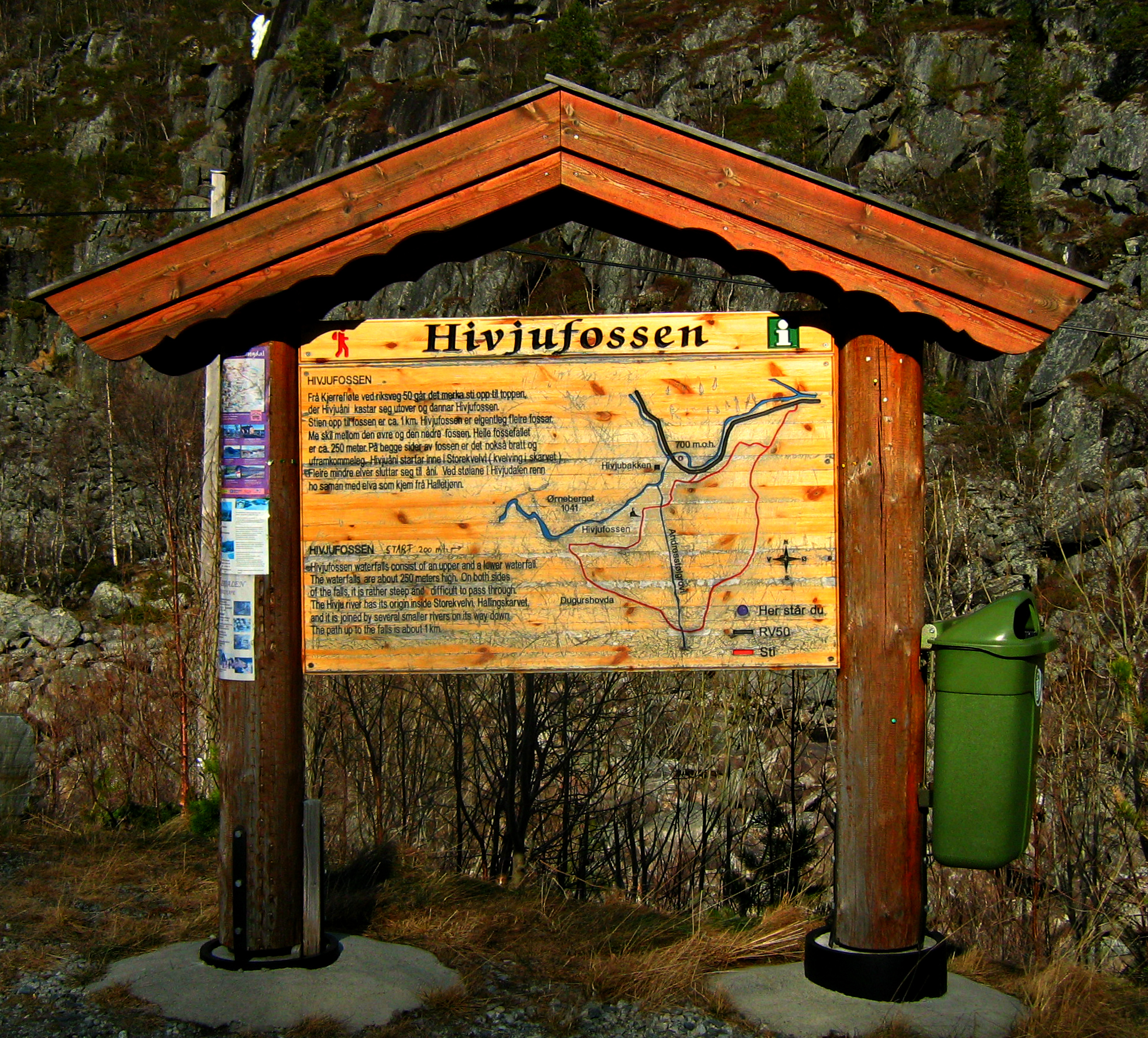
Informatie bord op de Hivjufossen parkeerplaats
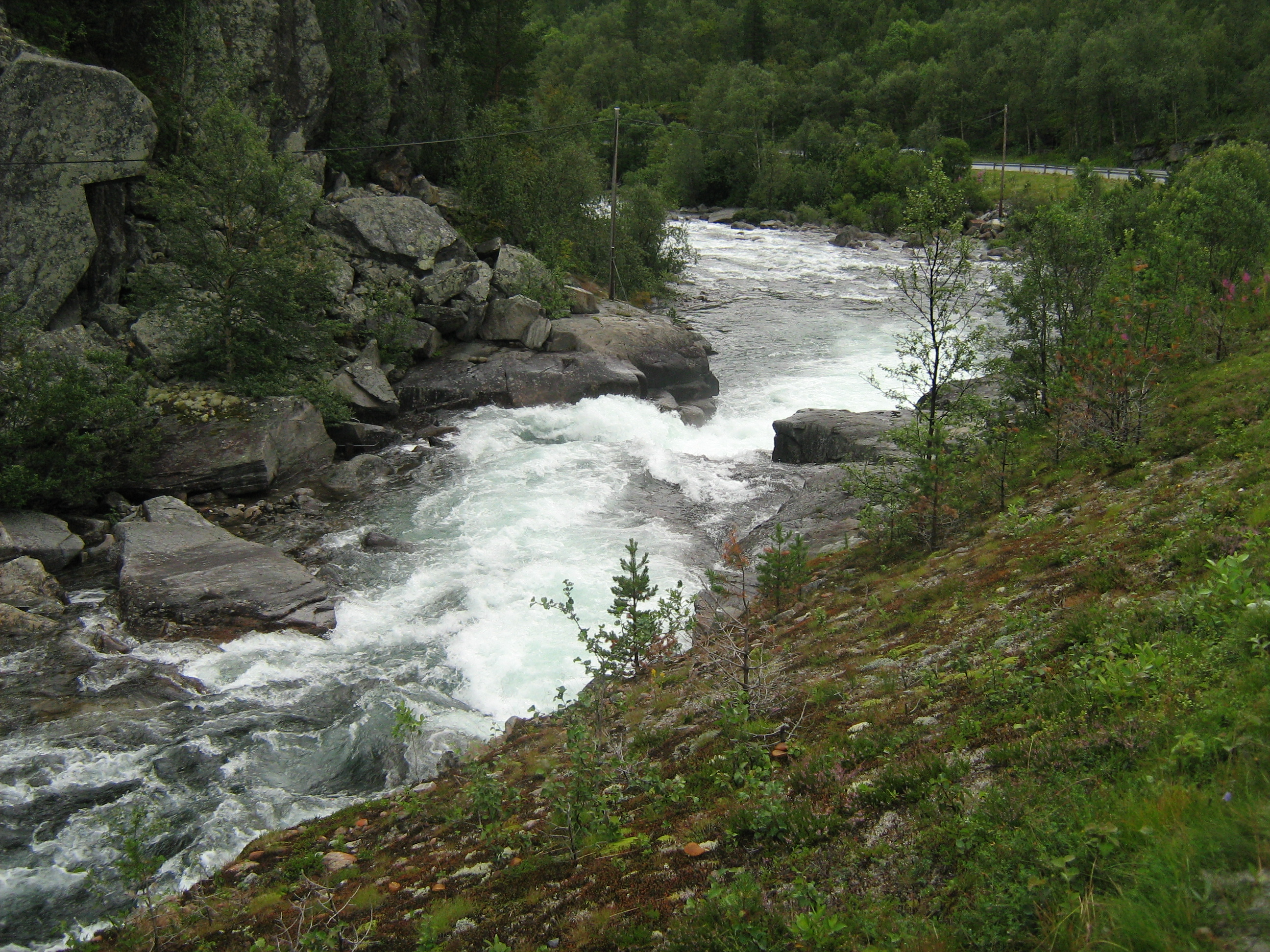
Waar de Hivjufossen overgaat in de rivier Storåni
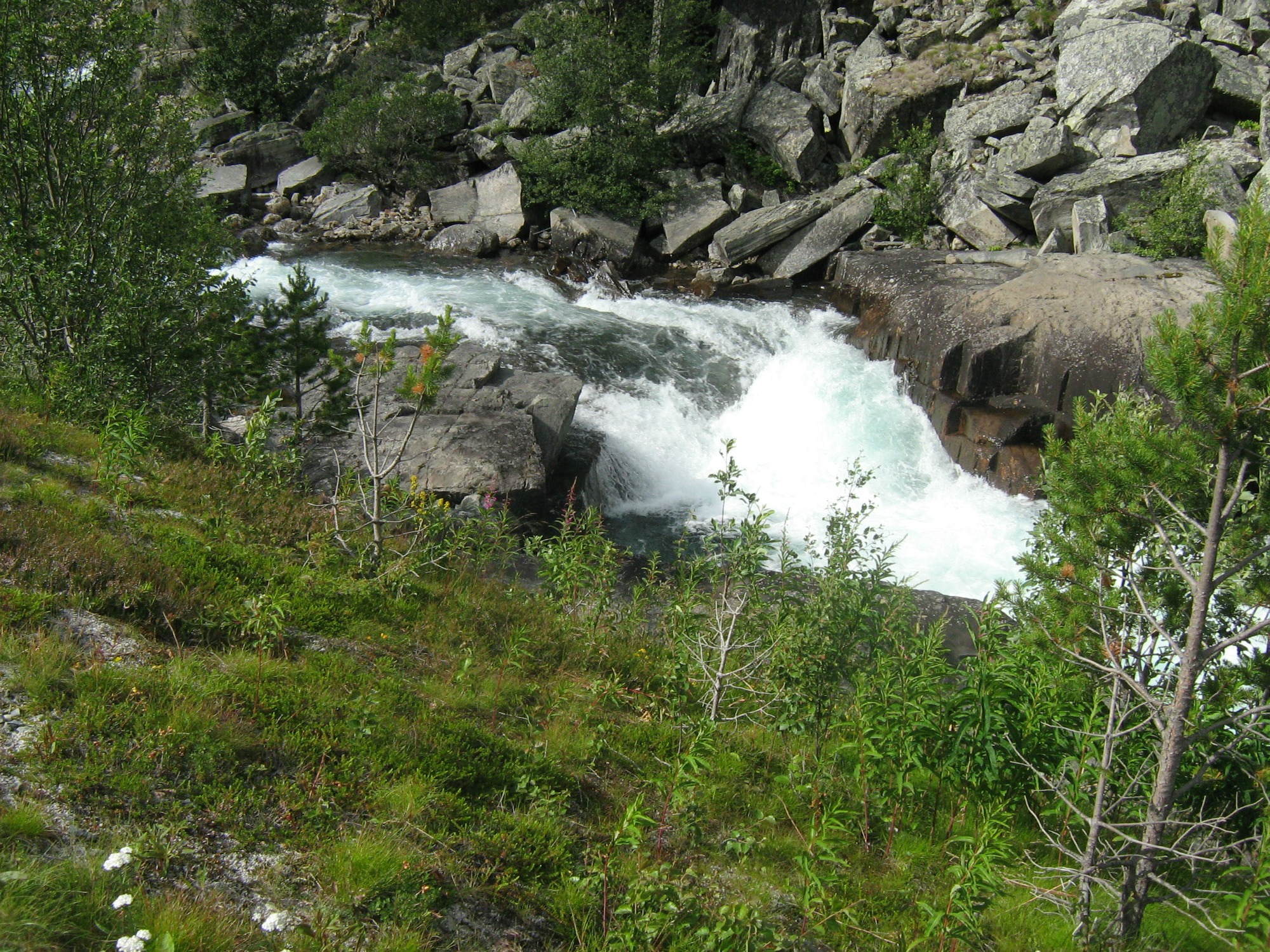
Storåni rivier
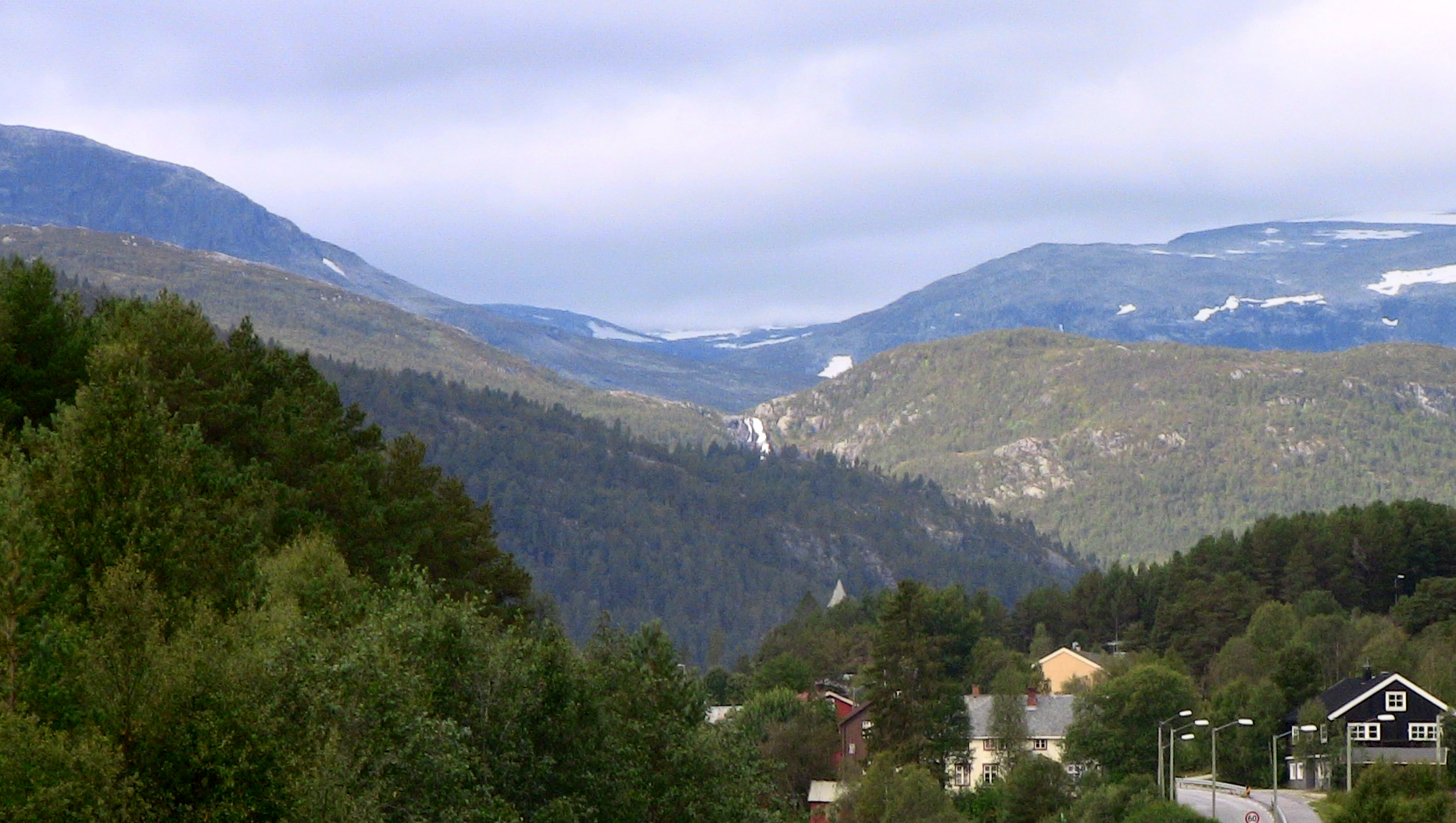
Hovet. De Hivjufossen is ver weg zichtbaar, precies in het midden van de foto.